# Haus des Reisens
Das Haus des Reisens (kurz: HdR) ist ein Baudenkmal am Alexanderplatz im Berliner Ortsteil Mitte. Es wurde 1969–1971 vom Kollektiv Roland Korn im Stil der sozialistischen Moderne errichtet. Die Besonderheit des Gebäudes ist das Relief Der Mensch überwindet Zeit und Raum von Walter Womacka.

## Geschichte
Das 18-geschossige, 67 Meter hohe Haus des Reisens wurde vom 12. September 1969 bis zum 26. Oktober 1971 bei der sozialistischen Platzumgestaltung in der Nähe des zuvor abgerissenen Minolhauses errichtet. Die Baupläne stammen von Roland Korn, Johannes Brieske und Roland Steiger. Die Innenraumgestaltung oblag Hans Bogatzky. Auf dem Gelände befand sich bis 1945 der Georgenkirchplatz mit der Georgenkirche. Deren Standort war unmittelbar südlich vom Haus des Reisens.
Das HdR beherbergte bis zur politischen Wende die Generaldirektion des VEB Reisebüro der DDR und Büros der Interflug. Im Erdgeschoss befanden sich die Schalter für den Flugverkehr sowie den Eisenbahnverkehr für das In- und Ausland. Der zentrale Ausländerservice des Reisebüros mit dem Ausländermeldedienst der Deutschen Volkspolizei und einer Wechselstelle der Industrie- und Handelsbank waren Tag und Nacht für ausländische Gäste geöffnet. Zusätzlich gab es das Café Espresso mit 60 Plätzen, eine kleine Bar und 40 Plätze im Außenbereich. Von der ursprünglichen Innenausstattung blieb nach der politischen Wende nichts erhalten.
Bei der Abschlusskundgebung der Alexanderplatz-Demonstration am 4. November 1989 war die Rednertribüne unmittelbar vor dem Haus des Reisens aufgestellt. Sie befand sich auf der Ladefläche eines Lastkraftwagens und war so auf den Alexanderplatz ausgerichtet, dass die Redner nach Südwesten blickten, also zu ihrer Linken das Haus des Lehrers und zu ihrer Rechten das Haus der Elektrotechnik hatten.  
Das Haus des Reisens beherbergte ab Mai 2000 im Erdgeschoss den Club Stern Radio, der jedoch im Juli 2007 geschlossen wurde. Seit 2010 befindet sich in diesen Räumen der Skyclub. Im zwölften Geschoss wurde Anfang 2005 der Club Week End gegründet. Dieser befindet sich seit den 2010er Jahren zusätzlich in der 15. Etage und nutzt eine extra eingerichtete Dachterrasse. Seit März 2015 betreibt FitX ein Fitnessstudio in dem Gebäude.

## Beschreibung
Das Haus des Reisens ist nach dem ehemaligen Hotel Stadt Berlin (heute: Park Inn by Radisson Berlin Alexanderplatz) das höchste Gebäude am Alexanderplatz und erreicht annähernd die Höhe des Roten Rathauses. Um das Hochhaus gibt es eine flache, zweigeschossige Umbauung. Bis Juni 2006 war die Adresse Alexanderplatz 5, seitdem lautet sie Alexanderstraße 7.
An der östlichen Fassade befindet sich auf Höhe der zweiten Etage mit der Kupfertreibarbeit Der Mensch überwindet Zeit und Raum ein Werk des Künstlers Walter Womacka, der auch den Brunnen der Völkerfreundschaft und den Fries Unser Leben am Haus des Lehrers gestaltete. Dieses Relief misst 24 Meter × 5 Meter.
Da das Gebäude außergewöhnliche architektonische Details aufweist (die Vorhangfassade besteht aus einer Aluminiumkonstruktion, der zweigeschossige Sockel wird durch wellenförmige plastische Schalen abgeschlossen) und ein wichtiges Zeugnis der internationalen Architektur der 1970er Jahre darstellt, steht es seit Juli 2015 unter Denkmalschutz.
Nach dem 1993 beschlossenen Masterplan des Senats für den Alexanderplatz sollte das Haus des Reisens langfristig einem der von Hans Kollhoff geplanten 150 Meter hohen Gebäude weichen. Infolgedessen wurde das Haus nicht umfangreich saniert; der Besitzer – die Alexanderplatz 5 GbR – ließ Anfang der 2000er Jahre verlauten, man wolle die Kollhoff-Pläne umsetzen, als möglicher Mieter wurde die HypoVereinsbank genannt. Mit der Entscheidung vom Juli 2015, das Gebäude unter Denkmalschutz zu stellen, wurden die Abrisspläne aufgegeben.

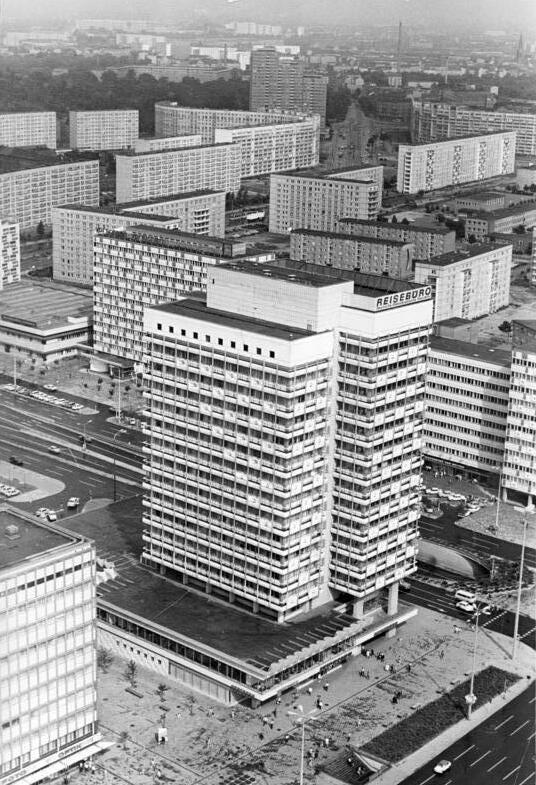
Ansicht von Südwesten, 1973
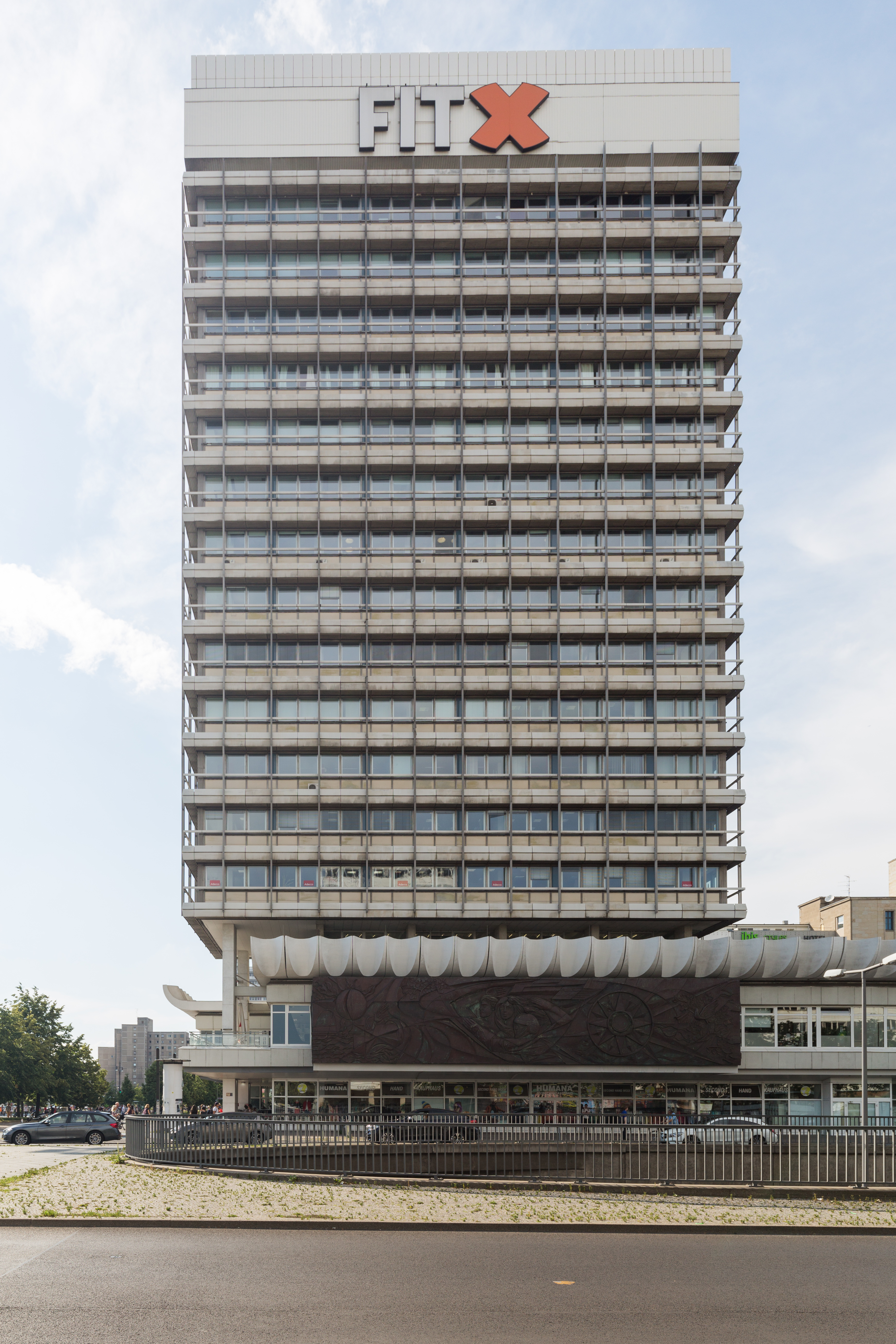
Ansicht von Südosten, 2019
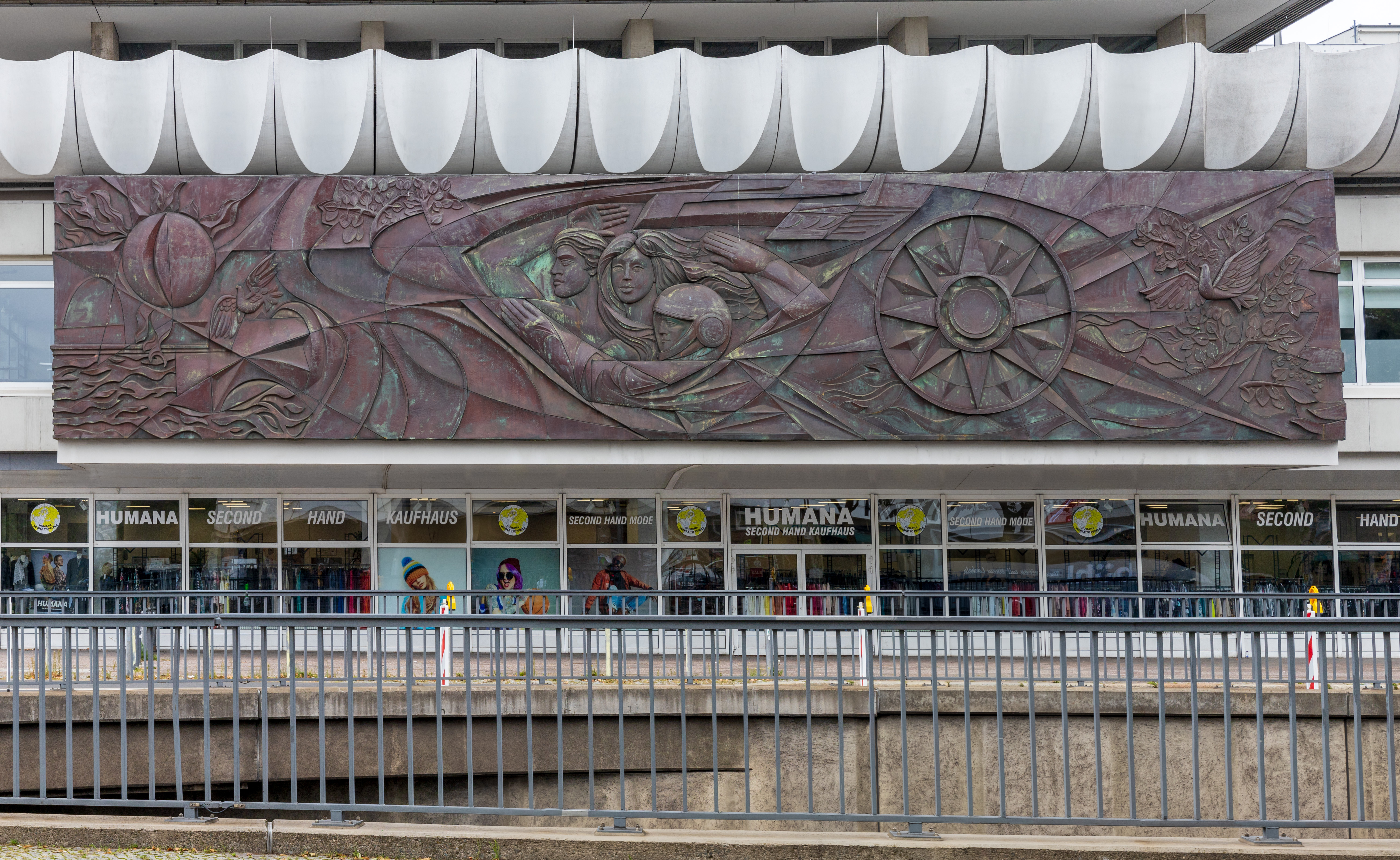
Relief Der Mensch überwindet Zeit und Raum, 2019
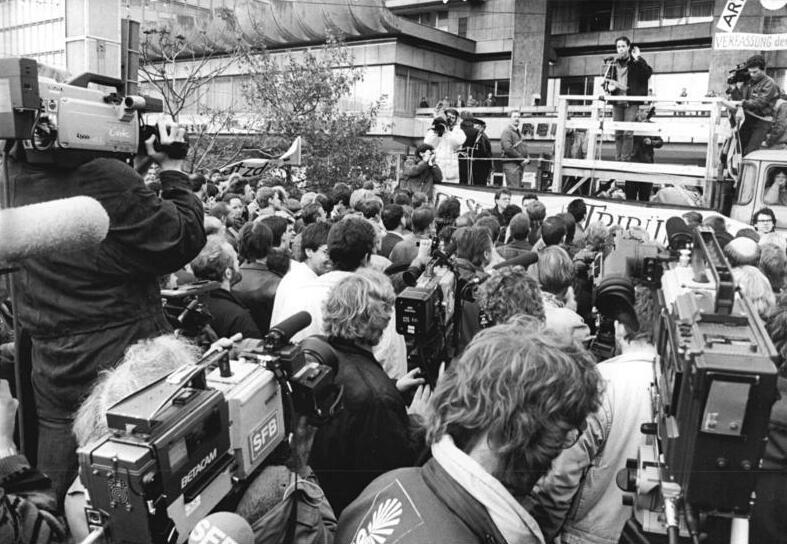
Alexanderplatz-Demonstration am HdR, 1989